# Idrettsklubben Junkeren
L'Idrettsklubben Junkeren ("Junkeren" significa "jove noble") és un club esportiu noruec de Bodø, Nordland. Té seccions de futbol i handbol.
L'equip femení d'handbol va jugar a la màxima categoria de la lliga noruega als anys noranta.
L'equip de futbol masculí juga actualment a la Segona Divisió de Noruega, el tercer nivell del sistema de lliga de futbol noruega. El club ha jugat a la Tercera Divisió noruega del 2004 al 2006 i del 2011 al 2022.